# Sernokorba
Sernokorba là một chi nhện trong họ Gnaphosidae.